# РГД-5
Ручна граната РГД-5 («Ручна граната дистанційна», індекс ГРАУ — 57-Г-717) — протипіхотна уламкова ручна граната дистанційної дії, наступального типу. Основне призначення гранати РГД-5 — ураження особового складу супротивника уламками корпусу.

## Опис та технічні характеристики
За зовнішнім виглядом граната РГД-5 нагадує французьку гранату OF зразка 1915 року, польську наступальну гранату Z-23 та німецьку гранату М-39.
Граната РГД-5 складається з корпусу, вибухового заряду та запалу. Корпус служить для розміщення розривного заряду й трубки для запалу та складається з верхньої й нижньої частин. До верхньої частини корпуса за допомогою манжети приєднується трубка для запалу, що служить для приєднання запалу до гранати й герметизації розривного заряду в корпусі.
Для запобігання забруднення трубки в неї вгвинчується пластмасова пробка.
Повна вага гранати з запалом становить 310 г, заряд вибухової речовини — це тротил, вагою 110 г.
Бойові гранати РГД-5 пофарбовані у зелений (оливково-сірий) колір, навчальні — у чорний.

## Варіанти
За ліцензією граната вироблялась (або виробляється) в Польщі, Естонії, Північній Кореї, НДР, Болгарії та Китаї (фірмою China North Industries Corporation (NORINCO) як Type 59).

### Болгарія
- RGD-5. Повний аналог радянської гранати.
- RGO-78. У 1970-і роки конструктори встановили на гранату RGD-5 детонатор DVM-78, нова граната була вагою 450 гр. та вагою ВР — 85 гр.
- RGN-86. Ще одна модифікація з детонатором DVM-78. Вага — 265 гр., ВР — 57 гр.

### Польща
- RGD-5. Повний аналог радянської гранати.
- RGO-88. Створена заміною вибухової речовини на A-IX-1, одночасно заряд був зменшений до 60 г.

## Методика використання гранати
Перед метанням гранати. Вивернути пробку з трубки, на її місце вкрутити до упору запал. Частини ударного механізму запалу перебувають у такому положенні: ударник зведений й утримується у верхньому положенні вилкою спускового важеля, з'єднаного із трубкою ударного механізму запобіжною чекою. Кінці запобіжної чеки розведені й міцно втримують її в запалі.
Гранату для метання взяти в руку так, щоб спусковий важіль пальцями був притиснутий до корпуса гранати. Зігнувши/випрямивши запобіжні кінці, не відпускаючи важеля, за кільце висмикнути запобіжну чеку й кинути гранату в ціль.
Під час висмикування чеки положення частин запалу не змінюється, ударник у зведеному положенні утримується спусковим важелем, що звільняється від з'єднання з трубкою ударного механізму, але притискається до неї пальцями руки. У момент кидка гранати спусковий важіль відокремлюється від гранати й звільняє ударник. Ударник під дією бойової пружини завдає удару (наколює) по капсулю-запалювачу й запалює його. Вогонь від капсуля-запалювача запалює сповільнювач (дистанційну частину запалу) і, пройшовши його, передається капсулю-детонатору. Капсуль детонує і викликає вибух розривного заряду гранати. Корпус гранати розривається, і осколки розлітаються врізнобіч.
Малоефективна при застосуванні на відкритому просторі. Ефект від дії РГД-5 зростає в закритих/обмежених приміщеннях: ураження супротивника в окопах, дзотах, бої в житлових будинках, спорудах тощо.

## Країни-експлуатанти
- Росія
- Білорусь
- Болгарія
- КНР
- Північна Корея
- Індонезія
- Ірак
- Іран
- Казахстан
- Киргизстан
- Молдова
- Сербія
- Таджикистан
- Україна
- Естонія